# Rad-net.de
rad-net.de ist ein Internetportal und ein amtliches Organ des Bundes Deutscher Radfahrer (BDR), neben der Zeitschrift Radsport aktuell (früher: Radsport).
Das Internet-Portal stellt mehrere Formen von Informationen zur Verfügung. Es dient als Nachrichten-Website in Sachen Radsport, aber veröffentlicht gemäß der Verwaltungsordnung auch offizielle Mitteilungen wie Bekanntmachungen oder Ausschreibungen sowie einen Sportkalender und Resultate. Es verfügt zudem über eine Datenbank mit Sportler-, Team- und Vereinsdaten. 
Das Portal wird von der in Hagen als Gesellschaft mit beschränkter Haftung geführten Firma rad-net GmbH durch den Geschäftsführer Ulrich Müller betrieben. Das Unternehmen ist im Amtsgericht Hagen im Handelsregister geführt unter der Nummer HRB 7488 und hat die  Steuernummer 321/57982392. Die gewerblich betriebene Internetseite werden zudem ausschließlich durch das in Nierstein sitzende Unternehmen netpoint media GmbH vermarktet.